# آکی اشمیت
آکی اشمیت (به آلمانی: Aki Schmidt) بازیکن فوتبال و هافبک اهل آلمان بود که از سال ۱۹۵۷ میلادی عضو تیم ملی فوتبال آلمان بوده‌است. وی در ۲۵ بازی ملی حضور داشته است و آخرین بازی ملی خود را در سال ۱۹۶۴ میلادی انجام داد. آکی اشمیت در بازی‌های ملی‌اش ۸ گل به ثمر رساند. آکی اشمیت در ۱۱ نوامبر ۲۰۱۶ در سن ۸۱ سالگی درگذشت.